# Miquel Mas Gayà
Miquel Mas Gayà (Manacor, 13 de julho de 1943) é um desportista espanhol que competiu no ciclismo na modalidade de pista. Ganhou uma medalha de ouro no Campeonato Mundial de Ciclismo em Pista de 1965, na prova de meio fundo.

## Medalheiro internacional
| Campeonato Mundial | Campeonato Mundial       | Campeonato Mundial | Campeonato Mundial |
| Ano                | Lugar                    | Medalha            | Competição         |
| ------------------ | ------------------------ | ------------------ | ------------------ |
| 1965               | San Sebastián ( Espanha) | Medalha de ouro    | Meio fundo (A)     |